# Gonioscelis phacopterus
Gonioscelis phacopterus là một loài ruồi trong họ Asilidae. Gonioscelis phacopterus được Schiner miêu tả năm 1867. Loài này phân bố ở vùng nhiệt đới châu Phi.